# فرديناند ناهيمانا
فرديناند ناهيمانا (كومونة جاتوند، 15 يوليو 1950) هو مؤرخ رواندي، أدين بالمشاركة في الإبادة الجماعية في رواندا.
كان نهيمانا مؤسسًا مشاركًا لمحطة إذاعة إذاعة تلفزيون لبنان الحرة (RTLM)، التي نقلت خلال الإبادة الجماعية المعلومات والدعاية التي ساعدت في تنسيق عمليات القتل وإذكاء الكراهية ضد [[الهتافات]] وضحايا الهوتو المعتدلين.
كانت التهم الموجهة إليه «جرائم تحريض مباشر وعلني على ارتكاب جريمة الإبادة الجماعية» و «الاضطهاد كجريمة ضد الإنسانية». من ناحية أخرى، تمت تبرئته من «التآمر لارتكاب الإبادة الجماعية». ترى المحكمة أن إنشاء الراديو لا يدخل في خطة الإبادة الجماعية، وإنما فقط البث الذي تنشره الإذاعة اعتبارًا من 6 أبريل 1994.